# Thalita Carauta
Thalita Carauta (Río de Janeiro, 2 de octubre de 1982) es una actriz, autora y directora teatral brasileña. Es conocida por el público por sus personajes en el programa humorístico Zorra Total.

## Biografía
Nacida y criada en el barrio Méier, en los suburbios de Río de Janeiro, Thalita comenzó su carrera artística en 1994 uniéndose al Teatro do Tablado donde permaneció durante 6 años y conoció a Rodrigo Sant'Anna. Juntos actuaron en la obra O Baile dos Ladrões. En 2005, Carauta y Sant'Anna, junto con la actriz Isabella Marques, montaron y produjeron la obra teatral Os Suburbanos, en la que crearon a los personajes Valeria y Janete, Admilson y Clarete. El espectáculo fue un éxito y permaneció 5 años en exhibición. Después de participaciones especiales en programas y telenovelas de Rede Globo, tuvo su primer personaje fijo en 2006 en la telenovela Páginas da Vida, donde interpretó a Lídia, la criada del personaje de Regina Duarte y cuidó a Clara, una chica con Síndrome de Down.
Luego hizo apariciones en las telenovelas Três Irmãs y Acuarela del Amor. En 2006, como autora, escribió el espectáculo Atorezes e Atrizes y actuó en las obras de teatro Cara a Tapa, dirigida por Roberto Bomtempo, y Lavando a Alma, junto a Amir Haddad, siendo esta última de su propia autoría. En 2010 en el último día de la presentación de Os Suburbanos, el director Mauricio Sherman la invitó a ella y a Rodrigo a unirse al elenco de Zorra Total, en la que permaneció hasta 2015. Allí interpretó a los personajes de la obra, Clarete, la novia de Admilson y Janete, amiga de Valéria. 
En 2011 Carauta dirigió la obra Comício Gargalhada que tenía entre el reparto a Rodrigo Sant'Anna. En 2013 ella actuó en la película O Lobo atrás da Porta y ganó el Gran Premio del Cine Brasileño en la categoría de Melhor Atriz Coadjuvante. En 2014 hizo el papel de la criada desordenada de Adriana, Dialinda en S.O.S. Mulheres ao Mar y volvió al papel en su secuela de 2015. También en 2015 se unió al elenco de la serie de televisión Chapa Quente, haciendo de Celma, una mujer loca y obsesiva que atormenta la vida de la pareja protagonista. En 2018 ganó prominencia interpretando a la divertida cantante Gorete en la telenovela Segundo Sol. Su personaje compuso una canción con el actor Luís Lobianco y ganó el Prêmio Extra de Televisão en la categoría Melhor Tema de Novela.
Desde 2019, Thalita interpreta el papel Eliete in Segunda Chamada.

## Vida personal
En agosto de 2018 salió del armario como lesbiana ante la prensa. Vive desde 2015 con la escritora y directora Aline Guimarães. En noviembre del mismo año adoptaron a un niño de 5 años.

## Filmografía

### Televisión
| Año           | Título             | Personaje                              | Notas                                   |
| ------------- | ------------------ | -------------------------------------- | --------------------------------------- |
| 2005          | A Diarista         | Diana                                  | Episodio: "Aquele da Revolução          |
| 2005          | A Lua me Disse     | Marieta                                | Episodio: "19 de agosto"                |
| 2006          | Páginas de la vida | Lídia                                  |                                         |
| 2007          | O Sistema          | Lua                                    | Episodio: "Alfa"                        |
| 2007          | A Diarista         | Marinete dos Santos                    | Episodio: "Mãe Só Tem Duas"             |
| 2008          | Casos&Acasos       | Zefa                                   | Episodio: "A Volta, a Cena e as Férias" |
| 2008          | Casos&Acasos       | Regina                                 | Episodio: "Hóspede e os Amantes"        |
| 2009          | Três Irmãs         | Macedo                                 | Episodios: "19-20 de enero"             |
| 2009          | Acuarela del amor  | Enfermera                              | Episodios: "16-17 de mayo"              |
| 2010–15       | Zorra Total        | Clarete / Janete / Nomealda / Santinha |                                         |
| 2015–16       | Chapa Quente       | Celma Azevedo                          |                                         |
| 2018          | Segundo Sol        | Gorete Afonso Falcão                   |                                         |
| 2019–presente | Segunda Chamada    | Profesor Eliete Sabá                   |                                         |
| 2024–25       | Mania de Você      | Lady                                   |                                         |

### Cine
| Año  | Título                   | Personaje                     | Notas   |
| ---- | ------------------------ | ----------------------------- | ------- |
| 2009 | A Mulher Invisível       | Janete                        |         |
| 2013 | O Lobo atrás da Porta    | Bete                          |         |
| 2014 | S.O.S. Mulheres ao Mar   | Dialinda da Silva             |         |
| 2015 | S.O.S. Mulheres ao Mar 2 | Dialinda da Silva             |         |
| 2016 | É Fada!                  | Mestra                        |         |
| 2017 | Duas de Mim              | Suryellen Mariclenes da Silva |         |
| 2017 | Ferdinand                | Lupe                          | Doblaje |
| 2019 | Divino Amor              | Janice                        |         |
| 2020 | Silêncio da Chuva        | Daia                          |         |
| 2021 | Correndo por um Sonho    | Adriana                       |         |

### Guionista
| Año  | Título      | Nota         |
| ---- | ----------- | ------------ |
| 2015 | Pele 1 Real | Cortometraje |

## Teatro

### Como actriz
| Año     | Título                   | Personaje         | Nota          |
| ------- | ------------------------ | ----------------- | ------------- |
| 1996    | Um Príncipe Desencantado | Zalar             |               |
| 2000    | O Baile dos Ladrões      |                   |               |
| 2005–10 | Os Suburbanos            | Varios personajes |               |
| 2006    | Cara a Tapa              |                   |               |
| 2007    | Pout-PourRir             |                   |               |
| 2008    | Lavando a Alma           |                   | también autor |
| 2012–14 | A Favela                 | Cuatro personajes |               |
| 2016–19 | 5x Comédia               | Varios personajes |               |

### Directora
| Año     | Título             |
| ------- | ------------------ |
| 2010–16 | Comício Gargalhada |

### Autora
| Año  | Título           |
| ---- | ---------------- |
| 2006 | Atorezes Atrizes |